# Leo Linkovesi
Leo Ensio Linkovesi (Helsinki, 8 april 1947 – Kerava, 7 november 2006) was een Fins schaatser. Hij was gespecialiseerd op de sprint afstanden.

## Carrière
Leo Linkovesi maakte zijn internationale debuut bij het eerste wereldkampioenschap sprint in 1970. Tijdens de eerste twee edities kon hij geen potten breken. Hoewel hij tijdens de Olympische Winterspelen van 1972 in Sapporo geen aansprekende resultaten neerzette was dit jaar zijn doorbraak. In januari van dat jaar vestigde hij twee wereldrecords en eind februari werd hij de derde wereldkampioen sprint. In 1973 maakte hij de overstap naar de profbond ISSL.

## Records

### Persoonlijke records
| Afstand      | Tijd    | Datum            | Baan       |
| ------------ | ------- | ---------------- | ---------- |
| 500 meter    | 38,0    | 8 januari 1972   | Davos      |
| 1000 meter   | 1.19,3  | 7 januari 1972   | Davos      |
| 1500 meter   | 2.10,3  | 20 november 1971 | Inzell     |
| 3000 meter   | 4.51,7  | 21 maart 1970    | Sverdlovsk |
| 5000 meter   | 8.34,7  | 1 maart 1969     | Lauritsala |
| 10.000 meter | 17.54,5 | 11 januari 1970  | Tampere    |

### Wereldrecords
| Nr. | Afstand        | Tijd    | Datum          | Baan  |
| --- | -------------- | ------- | -------------- | ----- |
| 1.  | 500 meter      | 38,0    | 8 januari 1972 | Davos |
| 2.  | Sprintvierkamp | 156.500 | 8 januari 1972 | Davos |

#### Wereldrecords laaglandbaan (officieus)
| Nr. | Afstand   | Tijd  | Datum            | Baan       |
| --- | --------- | ----- | ---------------- | ---------- |
| 1.  | 500 meter | 38,97 | 26 februari 1972 | Eskilstuna |

## Resultaten
| Jaar | Olympische Spelen | WK Sprint |
| ---- | ----------------- | --------- |
| 1970 |                   | 26e       |
| 1971 |                   | 17e       |
| 1972 | 6e 500m 34e 1500m | Goud      |

### Medaillespiegel
| Kampioenschap     | Goud | Zilver | Brons |
| ----------------- | ---- | ------ | ----- |
| Olympische Spelen | 0    | 0      | 0     |
| WK Sprint         | 1    | 0      | 0     |